# الهجرة إلى نيوزيلندا

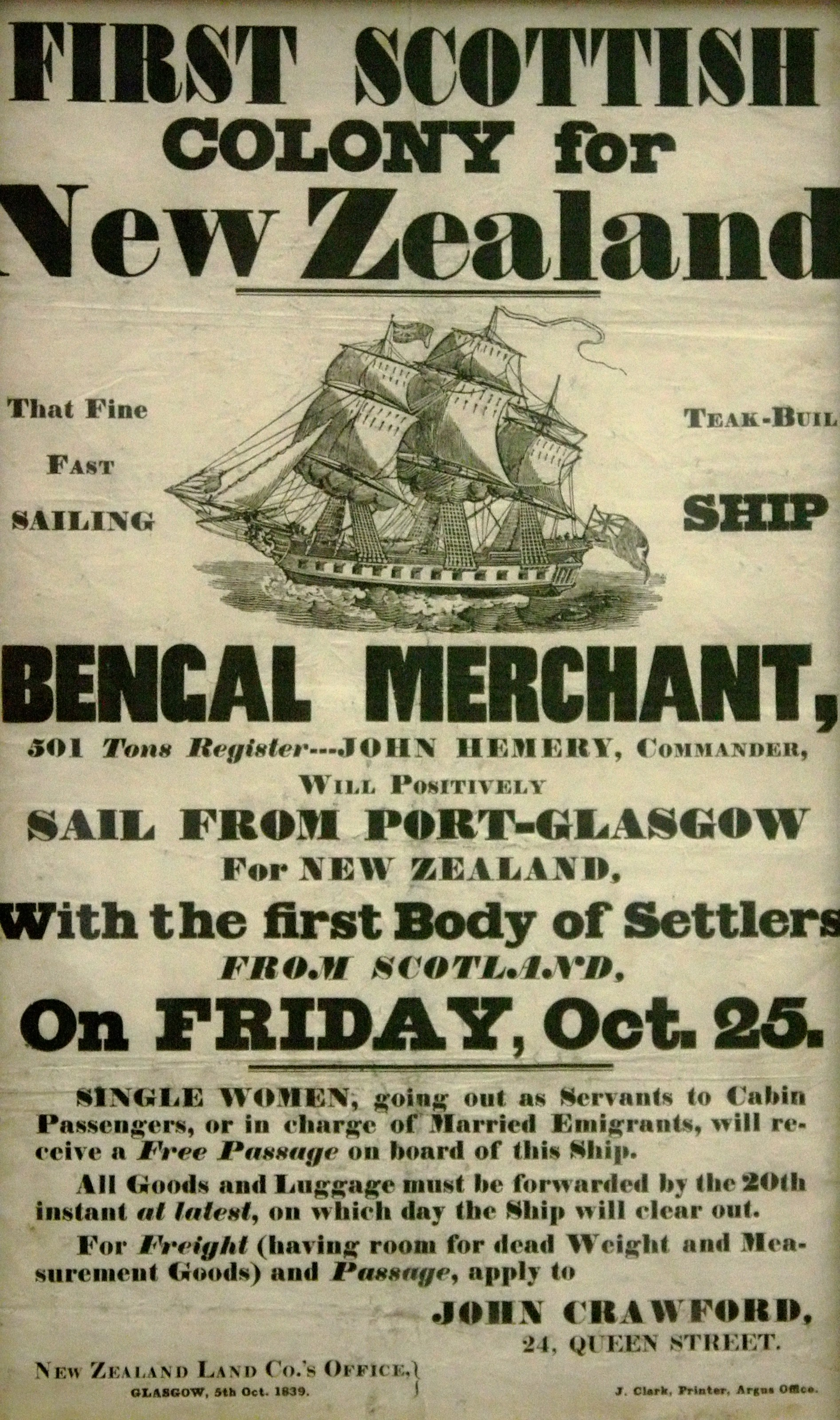

بدأت الهجرة إلى نيوزيلندا مع استيطان البولينيزيين في نيوزيلندا، وقتها كانت غير مأهولة بالسكان، نحو عام 1250 إلى 1280. تدفقت الهجرة الأوروبية تدفقًا كبيرًا بعد التوقيع على معاهدة وايتانغي في عام 1840. كانت الهجرة اللاحقة في الأساس من الجزر البريطانية، بل وأيضًا من أوروبا القارية، ومنطقة المحيط الهادئ، والأميركيتين، وآسيا.

## الاستيطان البولينيزي
كان البولينيزيون في جنوب المحيط الهادئ أول من اكتشف أرض نيوزيلندا. استقر المستكشفون البولينيزيون الشرقيون في نيوزيلندا بحلول القرن الثالث عشر الميلادي تقريبًا وكان تاريخ وصولهم بحسب معظم الأدلة نحو عام 1280. أدى وصولهم إلى حضارة الماوري ولغة الماوري، وكلاهما تتميز يه نيوزيلندا، على الرغم من ارتباطهما الوثيق مع نظائرها في أجزاء أخرى من بولينيزيا الشرقية. تظهر الأدلة من شريط نهر وايرو وجزر تشاتام أن المستعمرين البولينيزيين احتفظوا بأجزاء كثيرة من ثقافتهم الشرقية البولينيزية مثل عادات الدفن لمدة 50 عامًا على الأقل. وخاصةً التشابهات الشديدة بين الماوري واللغات والثقافات في جزر كوك والجمعية، والتي من المرجح أن تكون أماكن المنشأ. استقر الموريوري في جزر تشاتام خلال القرن الخامس عشر جنوب شرق جزيرة نيوزيلندا.

## الاستيطان الأوروبي
بسبب العزلة الجغرافية لنيوزيلندا، مرت عدة قرون قبل المرحلة التالية من الاستيطان، ووصول الأوروبيين (بدءًا من زيارة أبل تاسمان في عام 1642). عندها فقط احتاج السكان الأصليون إلى تمييز أنفسهم عن الوافدين الجدد، باستخدام صفة «الماوري» التي تعني «عادي» أو «أصلي» والتي أصبحت فيما بعد اسمًا على الرغم من أن مصطلح نيوزيلندا الأصلي كان شائعًا حتى عام 1890 تقريبًا. فكر الماوري في قبيلتهم باعتبارها أمة.
طالب جيمس كوك بنيوزيلندا لبريطانيا عند وصوله عام 1769. جلب إنشاء المستعمرات البريطانية في أستراليا في عام 1788، والازدهار في صيد الحيتان والفقمات في المحيط الجنوبي، العديد من الأوروبيين إلى المناطق المجاورة لنيوزيلندا، حيث قرر البعض الاستقرار. غالبًا ما كان صائدو الحيتان والفقمات متجولين وكان المستوطنون الحقيقيون الأوائل هم المبشرون والتجار في منطقة خليج الجزر من عام 1809. في عام 1830 بلغ عدد السكان نحو 800 غير ماوري من بينهم ما مجموعه نحو 200 من المدانين الفارين والبحارة الذين غالبًا ما تزوجوا في المجتمع الماوري. غالبًا ما عاش البحارة في نيوزيلندا لفترة قصيرة قبل الانضمام إلى سفينة أخرى بعد بضعة أشهر. في عام 1839 كان هناك 1100 أوروبي يعيشون في الجزيرة الشمالية. أدى اندلاع العنف المنتظم بشكل رئيسي بين عائلات الماوريين، والمعروف باسم حروب المسكيت، إلى وفاة ما بين 20,000 و 50,000 ماوري حتى عام 1843. العنف ضد النقل البحري الأوروبي، وأكل لحوم البشر، وغياب القانون والنظام المعمول به، جعل الاستقرار في نيوزيلندا احتمالًا محفوفًا بالمخاطر. بحلول أواخر ثلاثينيات القرن التاسع عشر، كان العديد من الماوريين مسيحيين اسميًا وحرروا العديد من العبيد الماوريين الذين قُبض عليهم خلال حروب المسكيت. بحلول هذا الوقت، تمكن العديد من الماوريين، وخاصة في الشمال، من قراءة وكتابة الماورية وبدرجة أقل الإنجليزية.

## الهجرة منذ عام 1840
أسفرت الهجرة الأوروبية عن ترك إرث عميق في البُنى الاجتماعية والسياسية لنيوزيلندا. كان من بين أوائل الزائرين لنيوزيلندا صائدو الحيتان، وصائدو الفقمات، والمبشرون، والبحارة، والتجار الذين اجتذبهم وفرة الموارد الطبيعية.
أدارت نيو ساوث ويلز نيوزيلندا منذ عام 1788 وكان المستوطنون الدائمون الأوائل من الأستراليين. كان بعضهم من المدانين الهاربين، والبعض الآخر من المدانين السابقين الذين أكملوا عقوباتهم. أتت الأعداد الأقل مباشرة من بريطانيا العظمى، وأيرلندا، وألمانيا (شكلت ثاني أكبر مجموعة مهاجرة بعد البريطانيين والأيرلنديين)،  وفرنسا، والبرتغال، وهولندا، والدنمارك، والولايات المتحدة، وكندا.
في عام 1840 وقع ممثلو التاج البريطاني معاهدة وايتانغي مع 240 من زعماء الماوري في جميع أنحاء نيوزيلندا، دفعهم إلى ذلك خطط المستعمرة الفرنسية في أكاروا وشراء الأراضي من قبل شركة نيوزيلندا في عام 1839. ثم أعلِنت السيادة البريطانية على نيوزيلندا في مايو 1840 وبحلول عام 1841، توقفت نيوزيلندا عن كونها مستعمرة أسترالية.
بعد إضفاء الطابع الرسمي على السيادة، بدأ التدفق المنظم والممنهج للمهاجرين من بريطانيا العظمى وأيرلندا. حملت السفن المستأجرة من قبل الحكومة مثل السفن الشراعية غانانكي وغلينتنر المهاجرين إلى نيوزيلندا. عادة ما غادرت السفن الشراعية الموانئ البريطانية مثل لندن وسافرت جنوبًا عبر وسط المحيط الأطلسي إلى نحو 43 درجة جنوبًا لالتقاط الرياح الغربية القوية التي دفعت السفن الشراعية جيدًا جنوب أستراليا وجنوب أفريقيا. ثم اتجهت السفن شمالًا مرة واحدة بالقرب من نيوزيلندا. قامت سفينة غلينتنر المهاجرة التي بلغ وزنها 610 أطنان برحلتين إلى نيوزيلندا، والعديد من الرحل إلى أستراليا والتي حملت خلالها 400 طن من الركاب والبضائع. كانت مدة الرحلة إلى نيوزيلندا نحو 3 إلى 3 أشهر ونصف. شملت البضائع المنقولة على متن غلينتنر إلى نيوزيلندا الفحم، والأردواز، وألواح الرصاص، والنبيذ، والبيرة، ومكونات العربة، والملح، والصابون، والحاجيات الشخصية للركاب. في عام 1857 حملت السفينة العابرة 163 راكبًا رسميًا، معظمهم بمساعدة الحكومة. في رحلة العودة، حملت السفينة شحنة من الصوف بقيمة 45,000 جنيه. بدأ اكتشاف الذهب في ستينيات القرن التاسع عشر في حمى الذهب في أوتاغو. بحلول عام 1860، عاش أكثر من 100,000 مستوطن بريطاني وأيرلندي في جميع أنحاء نيوزيلندا. جندت جمعية أوتاغو مستوطنين من اسكتلندا بشكل فعال، لخلق تأثير اسكتلندي محدد في تلك المنطقة، في حين جندت جمعية كانتربيري مستوطنين من جنوب إنجلترا، لخلق تأثير إنجليزي واضح على تلك المنطقة.
في ستينيات القرن التاسع عشر، استقر معظم المهاجرين في الجزيرة الجنوبية بسبب اكتشافات الذهب وتوافر الأراضي المغطاة بالعشب المسطح لتربية الأبقار. أعطيت الجزيرة الجنوبية مزايا عديدة بسبب قلة عدد الماوريين (نحو 2000) وغياب الحرب. لم تصبح الجزيرة الشمالية مقصدًا جذابًا إلا بعد انتهاء حروب نيوزيلندا. لجذب المستوطنين إلى الجزيرة الشمالية، شرّعت الحكومة وحكومة أوكلاند المؤقتة في تنفيذ مخطط وايكاتو للهجرة الذي امتد منذ عام 1864 وحتى عام 1865. هدفت الحكومة المركزية أصلًا إلى جلب نحو 20,000 مهاجر إلى وايكاتو من الجزر البريطانية ومستعمرة كيب في جنوب أفريقيا لتعزيز موقف الحكومة بعد الحروب وتطوير منطقة وايكاتو للاستيطان الأوروبي. خُصصت أقسام من المدن بلغت مساحتها ربع فدان للمستوطنين في مخطط الهجرة، فضلًا عن أقسام ريفية بلغت مساحتها عشرة أفدنة. طُلب منهم العمل على الأقسام وتحسينها لمدة عامين ليصدر بعدها منحة من التاج البريطاني، ما يمنحهم الملكية. إجمالًا، سافرت 13 سفينةً إلى نيوزيلندا بموجب هذا المخطط، قادمة من لندن، وغلازغو، وكيب تاون.
في سبعينيات القرن التاسع عشر، اقترض رئيس الوزراء يوهان فوغل ملايين الجنيهات من بريطانيا للمساعدة في تمويل المشاريع الإنتاجية مثل نظام السكك الحديدية على مستوى البلاد، والمنارات والموانئ والجسور، وشجع الهجرة الجماعية من بريطانيا. بحلول عام 1870 بلغ عدد السكان غير الماوريين أكثر من 250,000.
جاءت مجموعات أخرى أصغر من المستوطنين من ألمانيا، والدول الاسكندنافية، وأجزاء أخرى من أوروبا، وكذلك من الصين والهند، لكن المستوطنين البريطانيين والاسكتلنديين والأيرلنديين شكلوا الأغلبية العظمى، وبقوا كذلك على مدى 150 عامًا. واليوم، لدى غالبية النيوزيلنديين نوع من الأصول البريطانية، والاسكتلندية، والويلزية، والأيرلندية. تأتي أيضًا مع أسماء العائلة (البريطانية، والأيرلندية، والاسكتلندية في الأساس).
في الفترة بين عام 1881 وعام 1920، أصدر برلمان نيوزيلندا تشريعًا يهدف إلى الحد من الهجرة الآسيوية إلى نيوزيلندا، ومنع الآسيويين من التجنيس. على وجه الخصوص، فرضت حكومة نيوزيلندا ضريبة الرؤوس على المهاجرين الصينيين حتى الثلاثينيات من القرن العشرين. أخيرًا ألغت نيوزيلندا ضريبة الرؤوس في عام 1944. هرب عدد كبير من الدلماسيين من الإمبراطورية النمساوية المجرية ليستقروا في نيوزيلندا نحو عام 1900. استقروا بشكل رئيسي في غرب أوكلاند وعملوا غالبًا على إنشاء مزارع الكروم والبساتين أو عملوا في حقول الصمغ في نورثلاند.
في ثلاثينيات القرن العشرين تدفق اللاجئون اليهود من وسط أوروبا.
وصل العديد من الأشخاص من أصل بولندي إلى نيوزيلندا كأيتام عبر سيبيريا وإيران خلال الحرب العالمية الثانية.